# Albert Füracker

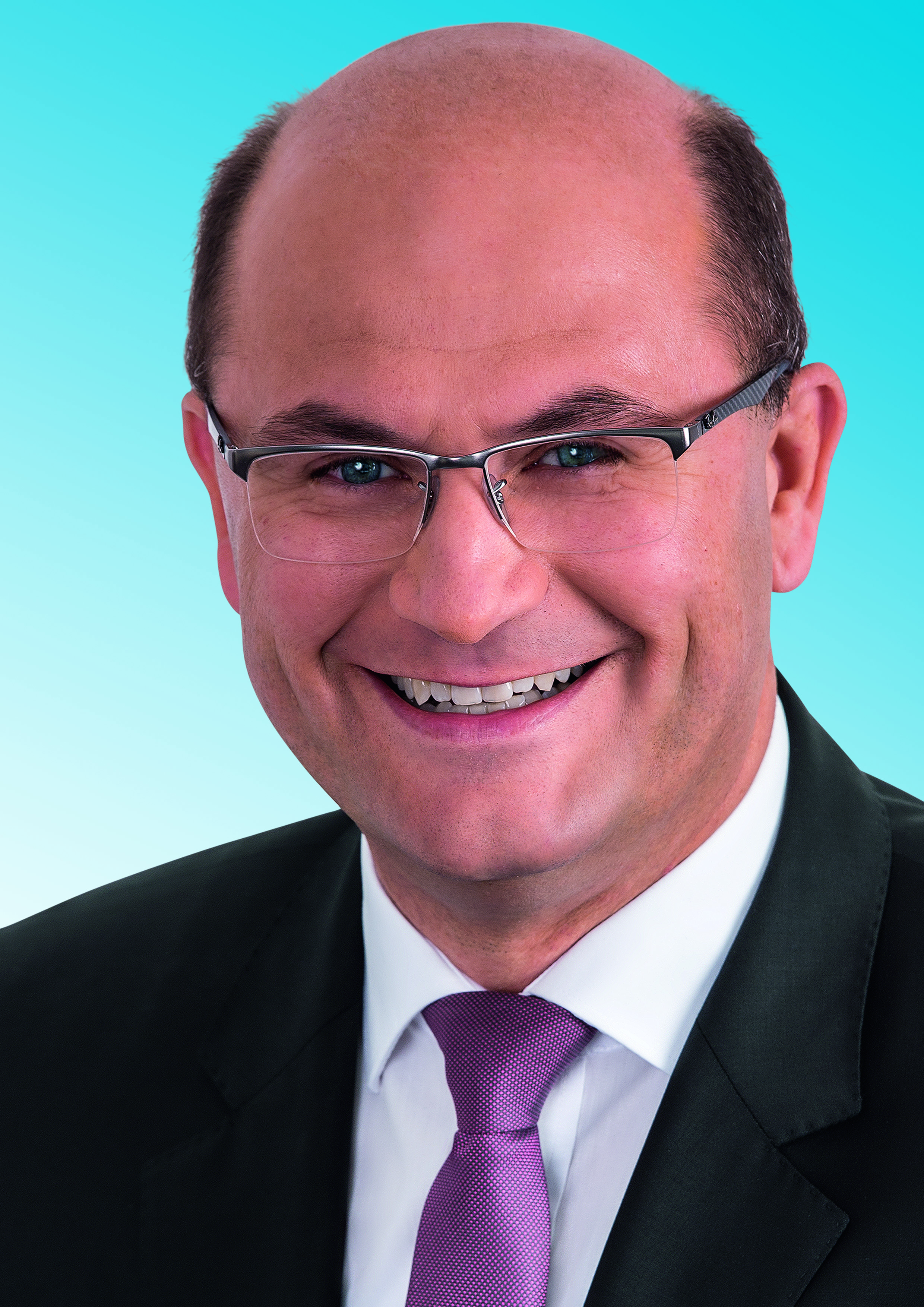
Albert Füracker (2018)

Albert Füracker (* 3. Februar 1968 in Parsberg) ist ein deutscher Politiker (CSU). Er ist seit Oktober 2008 Mitglied des Bayerischen Landtags. Seit dem 21. März 2018 ist Füracker bayerischer Finanz- und Heimatminister.

## Ausbildung und Familie
Der aus dem Lupburger Gemeindeteil Degerndorf stammende Füracker besuchte das Gymnasium in Parsberg bis zur Mittleren Reife. Im Anschluss absolvierte er eine Berufsausbildung zum Landwirt. Es folgte eine Weiterbildung zum Staatlich geprüften Techniker für Landbau an der Technikerschule Triesdorf. 1990 übernahm er den elterlichen Bauernhof. Bis zu seinem Einzug in den Bayerischen Landtag im Jahr 2008 war Albert Füracker Vollerwerbslandwirt.
Füracker ist römisch-katholischer Konfession, verheiratet und hat vier Kinder.

## Politik
Füracker war und ist in der Kommunalpolitik in verschiedenen Ämtern tätig, unter anderem seit 1990 als Gemeinderat in seiner Heimatgemeinde Lupburg sowie als Kreisrat im Landkreis Neumarkt in der Oberpfalz. Von 1997 bis 2001 war er stellvertretender Landesvorsitzender der Jungen Union in Bayern. Von 2002 bis 2011 war er stellvertretender Bürgermeister von Lupburg und von 2002 bis 2014 stellvertretender Landrat. Den CSU-Kreisvorsitz hatte er von 2005 bis zu seiner Wahl zum Bezirksvorsitzenden 2015 inne. Von 2006 bis 2015 war er CSU-Bundeswahlkreisvorsitzender.
Seit 2008 ist er Mitglied des Landtages, er vertritt den Stimmkreis Neumarkt in der Oberpfalz (Oberpfalz).
Von 2009 bis 2013 war Füracker Vorsitzender des Landtagsausschusses für Ernährung, Landwirtschaft und Forsten. Von 2012 bis 2013 war er Mitglied der Kommission zur Parlamentarischen Begleitung der Energiewende.
Am 9. Oktober 2013 berief ihn Ministerpräsident Horst Seehofer zum Staatssekretär im Bayerischen Staatsministerium der Finanzen, für Landesentwicklung und Heimat. Am 18. Juli 2015 wurde Füracker als Nachfolger von Emilia Müller zum CSU-Bezirksvorsitzenden der Oberpfalz gewählt.
Am 21. März 2018 wurde er vom neuen bayerischen Ministerpräsidenten Markus Söder zum Finanzminister ernannt. Füracker folgte Söder damit in dessen vorheriges Amt. Nach der Landtagswahl in Bayern 2018 wurde er am 12. November 2018 in seinem Amt als Staatsminister der Finanzen und für Heimat vom bayerischen Ministerpräsidenten Markus Söder bestätigt. Auch nach der Landtagswahl 2023 behielt er das Amt.
Am 27. Juli 2018 wurde er zum Aufsichtsratsvorsitzenden der Flughafen Nürnberg GmbH gewählt. Weiterhin ist er Aufsichtsratsvorsitzender bei der Flughafen München GmbH und der Messe Nürnberg GmbH. 

## Mitgliedschaften
Füracker engagiert sich in zahlreichen Vereinen ehrenamtlich. Unter anderem ist er Mitglied der Freiwilligen Feuerwehr Degerndorf, im Förderverein Alt-Lupburg und Umgebung sowie im Bolivienhilfe e. V. Weiterhin ist Füracker aufgrund seines Amtes als bayerischer Staatsminister der Finanzen und für Heimat Vorsitzender des Aufsichtsrates der Flughafen München GmbH, Kuratoriumsmitglied beim Deutschen Museum sowie Mitglied im Stiftungsrat der Bayerischen Forschungsstiftung.

## Kabinette
- Kabinett Söder I
- Kabinett Söder II
- Kabinett Söder III